# Jean Joseph Labâte
Jean Joseph Labâte, né le 13 juin 1766 à Saint-Poix (Mayenne), et mort en avril 1835, est un médecin français.

## Biographie
Il commença ses études à Craon puis à l'université d'Angers. Admis en qualité de chirurgien aux Invalides en 1789, il est ensuite envoyé aux armées avant de revenir aux Invalides.
Il fait partie de l'expédition d’Égypte.
Il fait partie de la commission Costaz, qui part du Caire le 14 août 1799 pour achever l'exploration de la Haute-Égypte.
Il est ensuite nommé, le 24 septembre 1803, proviseur de l'école des arts et métiers, d'abord installée au château de Compiègne, qu'il a l'ordre de transférer en 1806 à Châlons-sur-Marne, où elle est aujourd'hui l'un des huit campus d'Arts et Métiers ParisTech. Il occupe ces fonctions jusqu'en 1823.

## Distinctions
Il est nommé chevalier de la Légion d'honneur en 1814.